# Meet the Beatles!
 Meet The Beatles! – drugi LP zespołu The Beatles wydany w USA, pomimo stwierdzenia widocznego na okładce: „The First Album by England’s Phenomenal Pop Combo”. Album ukazał się na rynku 20 stycznia 1964 w wersji mono i stereo i był pierwszym albumem The Beatles wydanym przez wytwórnię Capitol, należącą do EMI.

## Historia
10 dni wcześniej wytwórnia Vee-Jay Records z Chicago wydała pierwszy album The Beatles, Introducing... The Beatles, który pierwotnie miał być wydany latem 1963; być może w rezultacie ukazania się wydawnictwa Vee-Jay, Liberty Music Shops zamieścił w dzienniku The New York Times 12 stycznia 1964, ogłoszenie, że Meet The Beatles był do nabycia w tym właśnie dniu, czego nie potwierdził Capitol.
Na okładce albumu znalazł się portret zespołu autorstwa Roberta Freemana, wykorzystany wcześniej na brytyjskim albumie With The Beatles; zmieniono jedynie kolor: intensywną czarno-białą fotografię lekko stonowano nadając jej niebieskawy odcień.
Po pierwszym tygodniu od ukazania się sprzedano 750 000 egzemplarzy albumu, w połowie lutego 1 600 000 a w połowie marca 3 650 000. W grudniu 1966 osiągnięto 5 mln sprzedanych kopii.
W 2003 album Meet The Beatles! znalazł się na pozycji 59 Listy 500 albumów wszech czasów magazynu Rolling Stone.
W 2004 Meet The Beatles! ukazał się po raz pierwszy na płycie CD (w wersji mono i stereo) jako część 4-płytowego wydawnictwa The Capitol Albums, Volume 1 (box set) pod numerem katalogowym CDP 7243 8 66875 2 4.

## Muzyka
Album otwiera utwór „I Want to Hold Your Hand” z wydanego w grudniu 1963 przez Capitol singla „I Want to Hold Your Hand”/ „I Saw Her Standing There”; w wersji brytyjskiej stroną B był utwór „This Boy”. Większość nagrań zawartych na albumie pochodzi z wcześniejszego, brytyjskiego With The Beatles. Pominięto utwory: „You Really Got A Hold On Me”, „Devil in Her Heart”, „Money (That's What I Want)”, „Please Mister Postman” i „Roll Over Beethoven”, które ukazały się na następnym wydawnictwie wytwórni Capitol The Beatles’ Second Album. Dwa ostatnie nagrania ukazały się ponadto na EP-ce Four By The Beatles.

## Lista utworów
Wszystkie utwory, o ile nie zaznaczono inaczej, napisali John Lennon i Paul McCartney.
Strona pierwsza:
| 1. | „I Want to Hold Your Hand” | 2:24  |
|    |                            |       |
| 2. | „I Saw Her Standing There” | 2:50  |
|    |                            |       |
| 3. | „This Boy”                 | 2:11  |
|    |                            |       |
| 4. | „It Won't Be Long”         | 2:11  |
|    |                            |       |
| 5. | „All I've Got to Do”       | 2:05  |
|    |                            |       |
| 6. | „All My Loving”            | 2:04  |
|    |                            |       |
|    |                            | 13:45 |
|    |                            |       |
Strona druga:
| 1. | „Don't Bother Me” (George Harrison)     | 2:28  |
|    |                                         |       |
| 2. | „Little Child”                          | 1:46  |
|    |                                         |       |
| 3. | „Till There Was You” (Meredith Willson) | 2:12  |
|    |                                         |       |
| 4. | „Hold Me Tight”                         | 2:30  |
|    |                                         |       |
| 5. | „I Wanna Be Your Man”                   | 1:59  |
|    |                                         |       |
| 6. | „Not a Second Time”                     | 2:03  |
|    |                                         |       |
|    |                                         | 12:58 |
|    |                                         |       |

## Muzycy
- John Lennon – gitara rytmiczna, harmonijka ustna, śpiew
- Paul McCartney – gitara basowa, śpiew
- George Harrison – gitara prowadząca, śpiew
- Ringo Starr – perkusja, śpiew, marakasy, tamburyn
- George Martin – fortepian, producent